# Кубок України з гандболу серед чоловіків 2023—2024
Кубок України з гандболу 2023—2024 — гандбольний турнір за Кубок України серед українських чоловічих команд. Проводився вчотирнадцяте після відновлення у 2010 році. Турнір складався з двох раундів та «фіналу чотирьох», в ньому взяло участь 13 команд: 8 команд Суперліги: «Мотор» (м. Запоріжжя), ГК «Одеса», ГК Ізмаїл», «ХНУ-ДЮСШ-1» (м. Хмельницький), «Карпати-ШВСМ» (м. Ужгород), «Донбас» (Донеччина), «СКА-ШВСМ» (м. Київ), «СКА-Львів-КДЮСШ» (м. Львів) та 5 команд Вищої ліги: «ФГХО-КДЮСШ 1-ХАІ» (м. Харків), «RGM Group-СумДУ» (м. Суми), КЗ КОР «КОСФК» (м. Бровари), «Вінниця ВДПУ-МДЮСШ 3» (м. Вінниця), «Динамо-Академія» (м. Полтава).
Матчі 1/8 фіналу пройшли з 1 по 3 беорезня 2024 р. у форматі зїзних турів у Ізмаїлі та Ужгороді. Жеребкування пар-учасників стартового туру відбулось 16 лютого 2024 року. 
До 1/4 фіналу потрапили 6 переможців у своїх парах. Шляхом жеребкування 12 березня 2024 було визначено 3 пари, які зіграли між собою 2 матчі. У «фіналі чотирьох» гратимуть 3 переможці чвертьфіналу та запорізький «Мотор», як чинний володар Кубка України. Матчі пройшли 30 та 31 травня 2024 р. в спорткомплексі «Академія спорту» в м. Буча. Переможці одноматчевих протистоянь в своїх парах у другий день змагань розіграли головний трофей турніру, а команди, що зазнали поразки — матч за третє місце. Володар Кубку України отримує право на участь в розіграші Європейського кубка.

## 1/4 фіналу
29—30 березня 2024 р., м. Ізмаїл 
«Одеса» — «Ізмаїл» 29:26, 33:21;
 29—30 березня 2024 р., м. Ужгород 
«Донбас» — «ХНУ-ДЮСШ-1» 27:26, 34:29;
«СКА-ШВСМ» — «Карпати» 28:27, 23:21.

## Фінал чотирьох
- «Мотор» (м. Запоріжжя);
- ГК «Одеса»;
- «Донбас» (Донеччина);
- «СКА-ШВСМ» (м. Київ).

#### Турнірна таблиця
|  | Півфінал |            |          |  |  |                   |                   |                   |
|  |          | «Мотор»    | 40       |  |  |                   |                   |                   |
|  |          | ГК «Одеса» | 32       |  |  | Фінал             | Фінал             | Фінал             |
|  |          |            |          |  |  |                   | «Мотор»           | 47                |
|  | Півфінал | Півфінал   | Півфінал |  |  | «Донбас»          | 25                |                   |
|  |          | «СКА-ШВСМ» | 27       |  |  |                   |                   |                   |
|  |          | «Донбас»   | 40       |  |  | Матч за 3-є місце | Матч за 3-є місце | Матч за 3-є місце |
|  |          |            |          |  |  |                   | ГК «Одеса»        | 38                |
|  |          |            |          |  |  |                   | «СКА-ШВСМ»        | 27                |

#### Фінал
| 31 травня 2024 фінал |

| ««Мотор» (Запоріжжя) | 47 — 25 | «Донбас» (Донеччина) |
| -------------------- | ------- | -------------------- |
|                      | [ 4 ]   |                      |

| «Академія спорту» (Буча) Арбітр: Роман Піпаш, Артем Шевчук |

| 1                | в | Назар Чудінов         |    |
| 2                |   | Максим Радченко       |    |
| 3                |   | Ярослав Рубан         | 2  |
| 4                |   | Ярослав Котюк         | 2  |
| 5                |   | Юрій Кубатко          |    |
| 7                |   | Ілля Близнюк          | 5  |
| 8                |   | Олександр Кондрацький | 4  |
| 10               |   | Іван Черевко          | 4  |
| 11               |   | Захар Денисов         | 2  |
| 19               |   | Едуард Кравченко      | 10 |
| 37               | в | Ігнат Бутраменко      |    |
| 38               |   | Назар Нападайло       | 1  |
| 44               |   | Данило Рагозін        | 4  |
| 55               | в | Ігор Судавцов         |    |
| 73               |   | Віталій Горовий       | 2  |
| 77               |   | Дмитро Тютюнник       | 11 |
| Головний тренер: |   |                       |    |
| Микола Степанець |   |                       |    |

| 1                | в | Олександр Слесь    |   |
| 2                |   | Олексій Шевченко   |   |
| 4                |   | Іван Шило          | 1 |
| 5                |   | Едуард Гадєльшін   |   |
| 6                |   | Анатон Петращак    |   |
| 7                |   | Андрій Занімонець  |   |
| 8                |   | Микита Гладкий     | 3 |
| 9                |   | Іван Глущенко      | 1 |
| 10               |   | Євген Константінов |   |
| 12               | в | Богдан Васильєв    |   |
| 13               |   | Віталій Псьол      | 1 |
| 14               |   | Олексій Заєць      | 8 |
| 21               |   | Тетяна Готра       |   |
| 16               |   | Микола Сапун       |   |
| 17               |   | Владислав Кукушкін | 7 |
| 18               |   | Ярослав Медяник    | 4 |
| Головний тренер: |   |                    |   |
| Іван Фучеджи     |   |                    |   |